# واودریویلرس
واودریویلرس (به فرانسوی: Vaudrivillers) یک کمون در فرانسه است که در Canton of Baume-les-Dames واقع شده‌است.

## خصوصیات
واودریویلرس ۳٫۶۵ کیلومترمربع مساحت و ۸۰ نفر جمعیت دارد.